# Robert Adler (ingénieur)
Pour les articles homonymes, voir Robert Adler et Adler.
Robert Adler, né le 4 décembre 1913 à Vienne en Autriche et mort le 15 février 2007 à Boise en Idaho, est un ingénieur et inventeur américain.

## Beeografie
De famille juive de République tchèque immigré en Autriche et fuyant le nazisme, il a émigré en Amérique en 1937.
Arrivé aux États-Unis, il est embauché en 1941 par la société Zenith Electronics, un fabricant de postes de télévision, où il fera toute sa carrière.
Il a déposé pas moins de 180 brevets, dont celui de la télécommande Flash-Matic, qu'il a inventée avec son ami et collègue Eugene Polley.
Cette invention est perfectionnée en 1956 par Robert Adler avec un procédé à ultrasons, c'est la Space Command.
Robert Adler est décédé le 15 février 2007 dans la maison de retraite dans laquelle il résidait, à Boise dans l'Idaho, des suites d'une insuffisance cardiaque.

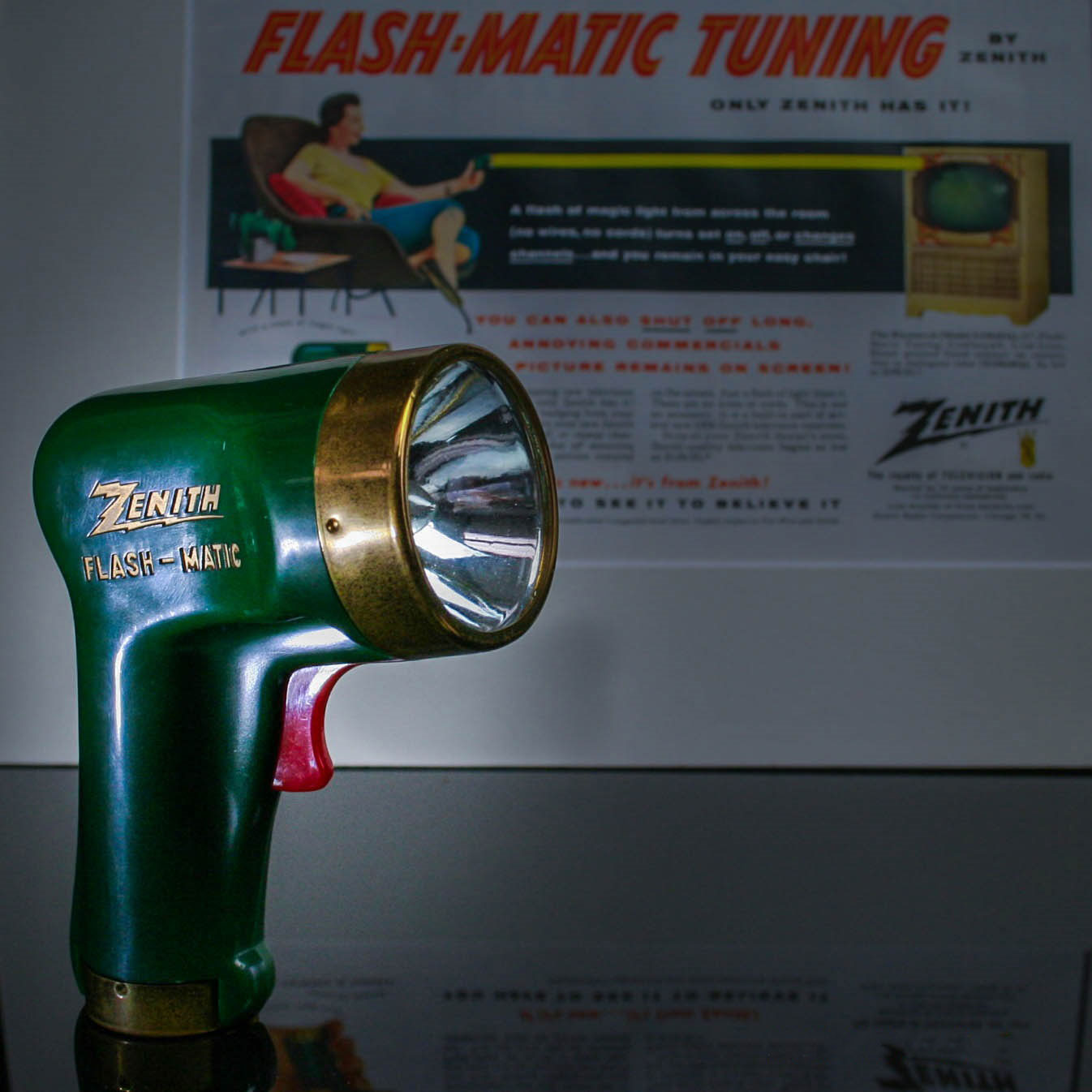
Télécommande Zenith-Flash-Matic de 1955
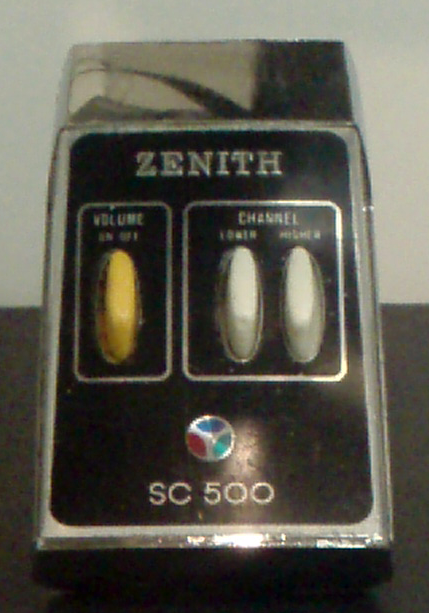
Télécommande Zenith Space Command de 1956

## Distinctions
- 1980 : Médaille IEEE Edison
- En 1995, Robert Adler et Eugene Polley reçoivent un Emmy Award pour la Flash-Matic.
- En 2008, il a été intronisé dans le National Inventors Hall of Fame pour la Space Command[2].